# Aglaia saxonii
Aglaia saxonii är en tvåhjärtbladig växtart som beskrevs av W. Takeuchi. Aglaia saxonii ingår i släktet Aglaia och familjen Meliaceae. Inga underarter finns listade i Catalogue of Life.